# 上田龍
上田 龍（うえだ りゅう、1992年6月9日 - ）は、日本のプロボクサー。新潟県新潟市出身。石神井スポーツボクシングジム所属。第3代日本ヘビー級王者。

## 来歴
2014年5月3日、後楽園ホールにて管野大将戦でデビュー、1回KO勝利。
7月30日、近藤雅之に1回KO勝利。
11月25日、リーゼント楠本に4回判定勝利。
2015年4月7日、工藤啓太に4回判定勝利。
11月18日、初代全日本ヘビー級新人王の大和藤中に6回判定勝利。
2016年5月8日、名古屋国際会議場にて竹原虎辰と対戦も、4回KOで初黒星。
2017年9月2日、初の海外戦として 韓国・安山市にて吳寅成と対戦も、4回0-1の判定で引き分け。
12月3日、刈谷あいおいホールにて金相浩（ 韓国）に2回TKO勝利。
2018年11月19日、金鍾國（ 韓国）に3回TKO勝ち。
2019年4月5日、大和藤中との再戦を6回TKOで返り討ちにする。
12月15日、あいおいホールにて藤本京太郎が返上し空位となった日本ヘビー級王座を懸けて竹原虎辰と再戦し、10回3-0判定で勝利し、第3代日本ヘビー級王座を獲得した。
2021年6月27日、名古屋国際会議場にてアマチュア5冠の但馬ミツロのデビュー戦を戦う予定だったが、但馬の腰痛のため中止。代替として但馬のトレーナーで元東洋太平洋王者のオケロ・ピーターと1ラウンドのエキシビションスパーリングを行った。

## 戦績
- プロボクシング：11戦9勝（5KO）1敗1分

| 戦           | 日付           | 勝敗 | 時間    | 内容    | 対戦相手                   | 国籍 | 備考                   |
| ------------ | -------------- | ---- | ------- | ------- | -------------------------- | ---- | ---------------------- |
| 1            | 2014年5月3日   | ☆    | 1R 1:23 | KO      | 菅野大将（古口）           | 日本 | プロデビュー戦         |
| 2            | 2014年7月30日  | ☆    | 1R 0:46 | KO      | 近藤雅之（10COUNT）        | 日本 |                        |
| 3            | 2014年11月25日 | ☆    | 4R      | 判定3-0 | リーゼント楠本（倉敷守安） | 日本 |                        |
| 4            | 2015年4月7日   | ☆    | 4R      | 判定3-0 | 工藤啓太（八王子中屋）     | 日本 |                        |
| 5            | 2015年11月18日 | ☆    | 6R      | 判定3-0 | 大和藤中（金子）           | 日本 |                        |
| 6            | 2016年5月8日   | ★    | 4R 1:03 | KO      | 竹原虎辰（緑）             | 日本 |                        |
| 7            | 2017年9月2日   | △    | 4R      | 判定0-1 | 吳寅成                     | 韓国 |                        |
| 8            | 2017年12月3日  | ☆    | 2R 2:00 | TKO     | 金相浩                     | 韓国 |                        |
| 9            | 2018年11月19日 | ☆    | 3R 終了 | TKO     | 金鍾國                     | 韓国 |                        |
| 10           | 2019年4月5日   | ☆    | 6R 2:06 | KO      | 大和藤中（金子）           | 日本 |                        |
| 11           | 2019年12月15日 | ☆    | 10R     | 判定3-0 | 竹原虎辰（緑）             | 日本 | 日本ヘビー級王座決定戦 |
| テンプレート |                |      |         |         |                            |      |                        |

## 獲得タイトル
- 第3代日本ヘビー級王座